# Díjfizetés Ausztria gyorsforgalmi útjain
Ausztriában az autópályák és gyorsforgalmi utak használata 1997 óta díjköteles.
A díjfizetés módja és a díjszabás függ a jármű kategóriájától és a használt útszakasztól, de a legáltalánosabb a Magyarországon is használt matricás rendszer, amely a 3,5 tonna alatti járművek számára a legtöbb szakaszon érvényes.
A tíznapos, kéthónapos vagy éves matricák Magyarországon is sok helyen megvásárolhatók, illetve lehetőség van online matrica vásárlására is, mely rendszámhoz kötött. Ennek előnye, hogy ha bármi történik a járművel, akkor a matrica másik járműre továbbvihető. Azonban legalább 18 nappal az autópálya igénybevétele előtt meg kell vásárolni.

## Díjköteles szakaszok

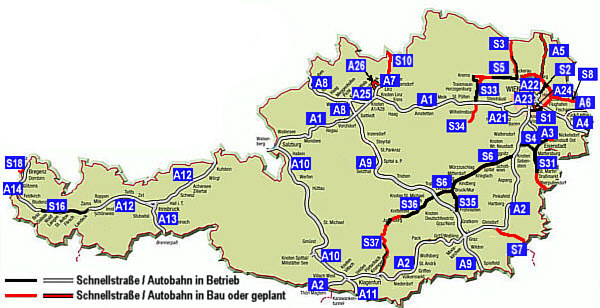
Ausztria autópályái

Valamennyi osztrák autópálya és gyorsforgalmi út használata díjköteles az út típusát jelző táblától kezdődően, kivéve a következőket:
- Az S5-ös autópálya 2×2 sávosra még ki nem épített szakasza Grafenwörth és Krems an der Donau között díjmentes
- Az A12-es (Inn-völgyi) autópálya ugyan végig díjköteles, de a fizetés meglétét a kiefersfeldeni határátkelő és a Kufstein-Süd csomópont között nem ellenőrzik

Ezen kívül van hat különleges, extra úthasználati díj ellenében igénybe vehető szakasz (hágók, alagutak), ahol a díjat közvetlenül a fizetőkapuknál kell kiegyenlíteni.

## Járműkategóriák
| Kategória | Jármű-kategória leírása                                         | Díjfizetés módja |
| --------- | --------------------------------------------------------------- | ---------------- |
|           | Motorkerékpár                                                   | Matrica          |
|           | Legfeljebb 3,5 tonna megengedett legnagyobb össztömegű gépjármű | Matrica          |
|           | 3,5 tonnánál nehezebb jármű                                     | GO-Box           |

## Díjfizetés
A matricák és a GO-Box készülékek többek között benzinkutaknál kaphatók.

### Matricák érvényessége
10 napos
A vásárló által megjelölt kezdőnapra és további 9 napra (összesen 10 egymást követő naptári napra).
2 hónapos
A vásárló által megjelölt kezdőnaptól a következő utáni hónapban számát tekintve a kezdőnappal megegyező nap 24. órájáig; ha ez a nap a lejárat hónapjában hiányzik, a hónap utolsó napjának 24. órájáig.
Éves
Az előző év december 1-jétől a tárgyévet követő év január 31-ig, összesen 14 hónapig.

### Matricaárak
A 2023-ban érvényes árak:
| Kategória | 10 napos | 2 hónapos | Éves    |
| --------- | -------- | --------- | ------- |
|           | 9,90 €   | 29,00 €   | 96,90 € |
|           | 5,50 €   | 14,50 €   | 38,20 € |

## Go-Box
Ausztriában a 3,5 tonnát meghaladó, négykerekű járművekre elektronikus útdíjszedő készüléket kell felszerelni. A készülék mikrohullámú technológiát használva kommunikál az autópályákon elhelyezett fizetőkapukkal, mikor a jármű elhalad alattuk. A készülék által kiadott hangjelzés tájékoztatja a vezetőt arról, hogy az útdíjat rendben elszámolták. Az útdíj kifizetése történhet előre feltöltéssel, illetve utólagos kiszámlázással.

## Fordítás
Ez a szócikk részben vagy egészben a Liste der Autobahnen und Schnellstraßen in Österreich című német Wikipédia-szócikk Maut című fejezete ezen változatának fordításán alapul.  Az eredeti cikk szerkesztőit annak laptörténete sorolja fel. Ez a jelzés csupán a megfogalmazás eredetét és a szerzői jogokat jelzi, nem szolgál a cikkben szereplő információk forrásmegjelöléseként.